# USSF Division 2 Professional League
USSF Division 2 Professional League (D2 Pro League) est un championnat de soccer professionnel américain et canadien temporaire créé en 2010 pour une seule édition par l'USSF. Elle est le fruit d'un compromis entre la United Soccer Leagues et la nouvelle NASL. Sur le plan hiérarchique, elle se situe en dessous de la Major League Soccer et a vu les Rochester Rhinos s'imposer en saison régulière et les Puerto Rico Islanders s'imposer en séries éliminatoires.

## Histoire
Le 27 août 2009, Nike accepte de vendre ses parts dans la United Soccer Leagues à la compagnie d'investissements NuRock, plutôt que Jeff Cooper, propriétaire de l'AC St. Louis, qui a pourtant réuni un groupe de propriétaires d'équipes de USL First Division. Opposé à cette décision de vente, le groupe de propriétaires refuse de participer à la première saison de la renaissante North American Soccer League, prévue pour 2009. À la suite de ce conflit, la NASL est contrainte d'annuler sa première édition ainsi que d'entamer des négociations avec l'USSF.
L'USSF découvre alors que trois des équipes de NASL, les NSC Minnesota Stars, les Rochester Rhinos ainsi que le FC Tampa Bay, ont des contrats les liant à l'USL First Division pour 2010, laissant ainsi la NASL avec trop peu d'équipes pour être sanctionnée par la fédération et obtenir l'agrément pour lancer sa première saison. Malgré tout, cet événement amène l'USL First Division à évoluer avec seulement six équipes, également trop peu pour être sanctionnée. Par la suite, l'USSF accorde l'agrément à l'USL First Division et non à la NASL. Après une semaine de négociations entre les trois parties, l'USSF accepte l'organisation d'une ligue à douze équipes pour l'année 2010. Les équipes participant à ce championnat éphémère sont classées en deux conférences, celle de l'USL et celle de la NASL.

## Clubs participants
| Équipe                   | Ville          | Stade                         | Fondation      | Entraîneur                   |
| Conférence USL           | Conférence USL | Conférence USL                | Conférence USL | Conférence USL               |
| ------------------------ | -------------- | ----------------------------- | -------------- | ---------------------------- |
| Austin Aztex             | Austin, TX     | House Park                    | 2008           | Adrian Heath                 |
| NSC Minnesota Stars      | Blaine, MN     | National Sports Center        | 2009           | Manny Lagos                  |
| Portland Timbers         | Portland, OR   | PGE Park                      | 2001           | Gavin Wilkinson              |
| Puerto Rico Islanders    | Bayamón, PR    | Juan Ramón Loubriel Stadium   | 2003           | Colin Clarke                 |
| Rochester Rhinos         | Rochester, NY  | Marina Auto Stadium           | 1996           | Bob Lilley                   |
| FC Tampa Bay             | Tampa, FL      | George M. Steinbrenner Field  | 2008           | Perry Van der Beck (intérim) |
| Conférence NASL          |                |                               |                |                              |
| Carolina RailHawks       | Cary, NC       | WakeMed Soccer Park           | 2006           | Martin Rennie                |
| Crystal Palace Baltimore | Baltimore, MD  | Ridley Athletic Complex       | 2006           | Jim Cherneski                |
| Miami FC                 | Miami, FL      | FIU Stadium, Lockhart Stadium | 2006           | Daryl Shore                  |
| Impact de Montréal       | Montréal, QC   | Stade Saputo                  | 1992           | Marc Dos Santos              |
| AC St. Louis             | Fenton, MO     | Anheuser-Busch Center         | 2009           | Dale Schilly                 |
| Vancouver Whitecaps      | Burnaby, BC    | Stade Swangard                | 1986           | Teitur Þórðarson             |

## Carte
| Aztex Stars Timbers Islanders Rhinos Tampa Bay RailHawks Baltimore Miami Impact St. Louis Whitecaps |

| - Austin Aztex - NSC Minnesota Stars - Portland Timbers - Puerto Rico Islanders - Rochester Rhinos - FC Tampa Bay | - Carolina RailHawks - Crystal Palace Baltimore - Miami FC - Impact de Montréal - AC St. Louis - Vancouver Whitecaps |

## Format de la compétition

### Groupes de la saison régulière
Le championnat compte 12 équipes et est organisé autour de 3 groupes (pods) de 4 équipes, réparties selon des critères géographiques et non des conférences. Ainsi, chaque équipe rencontre 4 fois les trois autres équipes de son groupe (2 matchs à domicile et 2 matchs à l'extérieur) et rencontre 2 fois (domicile-extérieur) les 8 équipes qui composent les deux autres groupes. Ainsi, chaque club joue 30 matchs lors de la saison régulière, celle-ci étant suivie des séries éliminatoires pour désigner un champion parmi les huit meilleures équipes.

### Déroulement des séries éliminatoires
À l'issue de la saison régulière, les premiers de chaque conférence sont qualifiés pour les séries éliminatoires en tant que têtes de série. Les six autres équipes correspondent aux six meilleures équipes en suivant le classement général, faisant fi du classement par conférence.
Chaque étape des séries éliminatoires se joue sur une base aller-retour, la règle des buts marqués à l'extérieur ne s'appliquant pas. Si l'égalité persiste à l'issue de la double confrontation, une prolongation de deux fois quinze minutes est jouée. Si le score demeure, alors le vainqueur est désigné par une série de tirs au but.

## Saison 2010

### Saison régulière

#### Classements

##### Classements des conférences NASL et USL
Les équipes en gras sont qualifiées pour les séries éliminatoires.
Conférence NASL
| Rang | Équipe                   | Pts | J  | G  | N  | P  | Bp | Bc | Diff |
| ---- | ------------------------ | --- | -- | -- | -- | -- | -- | -- | ---- |
| 1    | Carolina RailHawks       | 47  | 30 | 13 | 8  | 9  | 44 | 32 | +12  |
| 2    | Vancouver Whitecaps      | 45  | 30 | 10 | 15 | 5  | 32 | 22 | +10  |
| 3    | Impact de Montréal       | 43  | 30 | 12 | 7  | 11 | 36 | 30 | +6   |
| 4    | Miami FC                 | 33  | 30 | 7  | 12 | 11 | 37 | 49 | -12  |
| 5    | AC St. Louis             | 29  | 30 | 7  | 8  | 15 | 32 | 48 | -16  |
| 6    | Crystal Palace Baltimore | 24  | 30 | 6  | 6  | 18 | 24 | 55 | -31  |

Conférence USL
| Rang | Équipe                | Pts | J  | G  | N  | P  | Bp | Bc | Diff |
| ---- | --------------------- | --- | -- | -- | -- | -- | -- | -- | ---- |
| 1    | Rochester Rhinos      | 54  | 30 | 16 | 6  | 8  | 38 | 24 | +14  |
| 2    | Austin Aztex          | 53  | 30 | 15 | 8  | 7  | 53 | 40 | +13  |
| 3    | Portland Timbers      | 49  | 30 | 13 | 10 | 7  | 34 | 23 | +11  |
| 4    | NSC Minnesota Stars   | 40  | 30 | 11 | 7  | 12 | 32 | 36 | -4   |
| 5    | Puerto Rico Islanders | 37  | 30 | 9  | 10 | 11 | 37 | 35 | +2   |
| 6    | FC Tampa Bay          | 32  | 30 | 7  | 11 | 12 | 41 | 46 | -5   |

- Franchise directement qualifiée pour les séries éliminatoires en tant que tête de série
- Franchise qualifiée pour les séries éliminatoires

##### Classement général
| Rang | Équipe                   | Pts | J  | G  | N  | P  | Bp | Bc | Diff |
| ---- | ------------------------ | --- | -- | -- | -- | -- | -- | -- | ---- |
| 1    | Rochester Rhinos         | 54  | 30 | 16 | 6  | 8  | 38 | 24 | +14  |
| 2    | Carolina RailHawks       | 47  | 30 | 13 | 8  | 9  | 44 | 32 | +12  |
| 3    | Austin Aztex             | 53  | 30 | 15 | 8  | 7  | 53 | 40 | +13  |
| 4    | Portland Timbers         | 49  | 30 | 13 | 10 | 7  | 34 | 23 | +11  |
| 5    | Vancouver Whitecaps      | 45  | 30 | 10 | 15 | 5  | 32 | 22 | +10  |
| 6    | Impact de Montréal       | 43  | 30 | 12 | 7  | 11 | 36 | 30 | +6   |
| 7    | NSC Minnesota Stars      | 40  | 30 | 11 | 7  | 12 | 32 | 36 | -4   |
| 8    | Puerto Rico Islanders    | 37  | 30 | 9  | 10 | 11 | 37 | 35 | +2   |
| 9    | Miami FC                 | 33  | 30 | 7  | 12 | 11 | 37 | 49 | -12  |
| 10   | FC Tampa Bay             | 32  | 30 | 7  | 11 | 12 | 41 | 46 | -5   |
| 11   | AC St. Louis             | 29  | 30 | 7  | 8  | 15 | 32 | 48 | -16  |
| 12   | Crystal Palace Baltimore | 24  | 30 | 6  | 6  | 18 | 24 | 55 | -31  |

- Franchise directement qualifiée pour les séries éliminatoires en tant que tête de série
- Franchise qualifiée pour les séries éliminatoires

#### Résultats
| Résultats (▼dom., ►ext.)                                   | AUS | CAR | CPB | MIA | MIN | IMP | POR | PUE | ROC | STL | TAM | VAN | AUS | CAR | CPB | MIA | MIN | IMP | POR | PUE | ROC | STL | TAM | VAN |     |
| Austin Aztex FC                                            |     | 3-2 | 2-1 | 3-1 | 2-0 | 2-0 | 0-0 | 2-1 | 1-2 | 2-0 | 3-3 | 1-2 |     |     |     | 3-1 |     |     |     |     | 1-1 |     | 2-0 | 4-2 |     |
| Carolina Railhawks                                         | 3-1 |     | 1-1 | 2-1 | 0-1 | 2-2 | 0-0 | 2-3 | 0-1 | 2-0 | 1-2 | 2-2 |     |     | 3-0 |     |     | 2-0 |     |     | 2-1 | 0-2 |     |     |     |
| Crystal Palace Baltimore                                   | 0-2 | 2-1 |     | 0-1 | 1-3 | 1-1 | 2-1 | 1-3 | 0-0 | 0-1 | 0-1 | 0-3 |     | 2-4 |     |     |     | 0-5 | 1-3 |     | 0-2 |     |     |     |     |
| Miami FC                                                   | 1-3 | 1-1 | 3-3 |     | 1-0 | 2-1 | 1-0 | 1-1 | 1-1 | 4-2 | 1-1 | 0-0 | 1-2 |     |     |     |     |     |     | 1-1 | 1-0 |     | 3-3 |     |     |
| NSC Minnesota Stars                                        | 1-2 | 1-0 | 0-1 | 1-1 |     | 1-0 | 0-2 | 1-1 | 0-3 | 3-2 | 1-0 | 0-1 |     |     |     |     |     |     | 0-1 |     |     | 2-2 | 1-0 | 1-0 |     |
| Impact de Montréal                                         | 2-0 | 0-2 | 1-2 | 1-1 | 2-1 |     | 1-1 | 1-0 | 1-1 | 3-0 | 3-0 | 1-2 |     | 1-0 | 0-0 |     |     |     |     |     | 2-0 |     |     | 0-1 |     |
| Portland Timbers                                           | 1-1 | 1-1 | 0-1 | 2-0 | 0-1 | 0-1 |     | 1-0 | 1-0 | 3-0 | 1-0 | 2-1 |     |     | 3-0 |     | 2-2 | 0-1 |     |     |     |     | 1-1 |     | 0-0 |
| Puerto Rico Islanders                                      | 2-0 | 1-2 | 2-0 | 4-2 | 3-1 | 1-2 | 0-1 |     | 3-1 | 0-1 | 1-0 | 1-1 | 3-1 | 0-2 |     | 1-1 |     |     |     |     |     |     | 1-1 |     |     |
| Rochester Rhinos                                           | 0-0 | 1-1 | 0-1 | 3-1 | 0-0 | 2-1 | 1-0 | 3-0 |     | 2-1 | 3-0 | 2-1 |     | 0-1 | 2-1 | 1-2 |     | 2-1 |     |     |     |     |     |     |     |
| AC St. Louis                                               | 1-2 | 0-2 | 1-0 | 3-1 | 2-2 | 3-0 | 3-0 | 1-1 | 1-2 |     | 0-3 | 0-0 | 2-1 |     |     |     | 0-3 |     | 0-1 |     |     |     |     | 0-0 |     |
| FC Tampa Bay                                               | 2-2 | 1-2 | 6-3 | 1-1 | 3-1 | 1-2 | 2-2 | 2-1 | 0-1 | 2-2 |     | 1-1 | 1-1 |     |     | 2-0 | 1-3 |     |     | 0-0 |     |     |     |     |     |
| Vancouver Whitecaps                                        | 2-2 | 1-1 | 0-0 | 3-1 | 2-0 | 0-0 | 1-2 | 0-0 | 2-0 | 1-0 | 1-0 |     |     |     |     |     | 1-1 | 0-1 | 2-2 |     |     | 1-1 |     |     |     |
| - Victoire à domicile - Match nul - Victoire à l'extérieur |     |     |     |     |     |     |     |     |     |     |     |     |     |     |     |     |     |     |     |     |     |     |     |     |     |

### Séries éliminatoires

#### Tableau
|  | Quarts de finale          | Quarts de finale          | Quarts de finale    | Quarts de finale    |                       |                       | Demi-finales | Demi-finales | Demi-finales | Demi-finales |  |  | Finale | Finale | Finale | Finale |
|  |                           |                           |                     |                     |                       |                       |              |              |              |              |  |  |        |        |        |        |
|  |                           |                           |                     |                     |                       |                       |              |              |              |              |  |  |        |        |        |        |
|  |                           |                           |                     |                     |                       |                       |              |              |              |              |  |  |        |        |        |        |
|  | (1) Rochester Rhinos      | (1) Rochester Rhinos      | 0                   | 2                   |                       |                       |              |              |              |              |  |  |        |        |        |        |
|  | (1) Rochester Rhinos      | (1) Rochester Rhinos      | 0                   | 2                   |                       |                       |              |              |              |              |  |  |        |        |        |        |
|  | (8) Puerto Rico Islanders | (8) Puerto Rico Islanders | 2                   | 1                   |                       |                       |              |              |              |              |  |  |        |        |        |        |
|  | (8) Puerto Rico Islanders | (8) Puerto Rico Islanders | 2                   | 1                   | Puerto Rico Islanders | Puerto Rico Islanders | 0            | 2ap          |              |              |  |  |        |        |        |        |
|  |                           |                           |                     |                     | Puerto Rico Islanders | Puerto Rico Islanders | 0            | 2ap          |              |              |  |  |        |        |        |        |
|  |                           |                           | Vancouver Whitecaps | Vancouver Whitecaps | 0                     | 0                     |              |              |              |              |  |  |        |        |        |        |
|  | (4) Portland Timbers      | (4) Portland Timbers      | Vancouver Whitecaps | Vancouver Whitecaps | 0                     | 0                     | 0            | 1            |              |              |  |  |        |        |        |        |
|  | (4) Portland Timbers      | (4) Portland Timbers      |                     |                     |                       |                       |              | 1            |              |              |  |  |        |        |        |        |
|  | (5) Vancouver Whitecaps   | (5) Vancouver Whitecaps   | 2                   | 0                   |                       |                       |              |              |              |              |  |  |        |        |        |        |
|  | (5) Vancouver Whitecaps   | (5) Vancouver Whitecaps   | 2                   | 0                   | Puerto Rico Islanders | Puerto Rico Islanders | 2            | 1            |              |              |  |  |        |        |        |        |
|  |                           |                           |                     |                     | Puerto Rico Islanders | Puerto Rico Islanders | 2            | 1            |              |              |  |  |        |        |        |        |
|  |                           |                           | Carolina RailHawks  | Carolina RailHawks  | 0                     | 1                     |              |              |              |              |  |  |        |        |        |        |
|  | (3) Austin Aztex          | (3) Austin Aztex          | Carolina RailHawks  | Carolina RailHawks  | 0                     | 1                     | 0            | 2            |              |              |  |  |        |        |        |        |
|  | (3) Austin Aztex          | (3) Austin Aztex          |                     |                     |                       |                       |              |              |              |              |  |  |        |        |        |        |
|  | (6) Impact de Montréal    | (6) Impact de Montréal    | 2                   | 3                   |                       |                       |              |              |              |              |  |  |        |        |        |        |
|  | (6) Impact de Montréal    | (6) Impact de Montréal    | 2                   | 3                   | Impact de Montréal    | Impact de Montréal    | 1            | 0            |              |              |  |  |        |        |        |        |
|  |                           |                           |                     |                     | Impact de Montréal    | Impact de Montréal    | 1            | 0            |              |              |  |  |        |        |        |        |
|  |                           |                           | Carolina RailHawks  | Carolina RailHawks  | 0                     | 2                     |              |              |              |              |  |  |        |        |        |        |
|  | (2) Carolina RailHawks    | (2) Carolina RailHawks    | Carolina RailHawks  | Carolina RailHawks  | 0                     | 2                     | 0            | 4            |              |              |  |  |        |        |        |        |
|  | (2) Carolina RailHawks    | (2) Carolina RailHawks    |                     |                     |                       |                       |              | 4            |              |              |  |  |        |        |        |        |
|  | (7) NSC Minnesota Stars   | (7) NSC Minnesota Stars   | 0                   | 0                   |                       |                       |              |              |              |              |  |  |        |        |        |        |
|  | (7) NSC Minnesota Stars   | (7) NSC Minnesota Stars   | 0                   | 0                   |                       |                       |              |              |              |              |  |  |        |        |        |        |
|  |                           |                           |                     |                     |                       |                       |              |              |              |              |  |  |        |        |        |        |

#### Résultats

##### Quarts de finale
Aller
| 6 octobre 2010 | Impact de Montréal | 2 – 0 | Austin Aztex FC |                                                                               |                                                                               |
| 7:30PM UTC-5   | Gerba 39e 76e      |       |                 | Stade Saputo, Montréal, Québec Spectateurs : 7 962 Arbitrage : Daniel Belleau | Stade Saputo, Montréal, Québec Spectateurs : 7 962 Arbitrage : Daniel Belleau |
| 7:30PM UTC-5   | Rapport            |       |                 | Stade Saputo, Montréal, Québec Spectateurs : 7 962 Arbitrage : Daniel Belleau | Stade Saputo, Montréal, Québec Spectateurs : 7 962 Arbitrage : Daniel Belleau |

| 6 octobre 2010 | NSC Minnesota Stars | 0 – 0 | Carolina RailHawks |                                                             |                                                             |
| 7:00PM UTC-6   |                     |       |                    | National Sports Center, Blaine, Minnesota Spectateurs : 686 | National Sports Center, Blaine, Minnesota Spectateurs : 686 |
| 7:00PM UTC-6   | Rapport             |       |                    | National Sports Center, Blaine, Minnesota Spectateurs : 686 | National Sports Center, Blaine, Minnesota Spectateurs : 686 |

| 7 octobre 2010 | Puerto Rico Islanders | 2 – 0 | Rochester Rhinos |                                             |                                             |
| 20:05 UTC-5    | Faña 44e · Foley 77e  |       |                  | Bayamón Soccer Complex, Bayamón, Porto Rico | Bayamón Soccer Complex, Bayamón, Porto Rico |
| 20:05 UTC-5    | Rapport               |       |                  | Bayamón Soccer Complex, Bayamón, Porto Rico | Bayamón Soccer Complex, Bayamón, Porto Rico |

| 7 octobre 2010 | Vancouver Whitecaps FC       | 2 – 0 | Portland Timbers |                                                                                                  |                                                                                                  |
| 19:30 UTC-8    | Koffie 1re · Nash 13e (pen.) |       |                  | Swangard Stadium, Burnaby, Colombie-Britannique Spectateurs : 5 018 Arbitrage : Mathieu Bourdeau | Swangard Stadium, Burnaby, Colombie-Britannique Spectateurs : 5 018 Arbitrage : Mathieu Bourdeau |
| 19:30 UTC-8    | Rapport                      |       |                  | Swangard Stadium, Burnaby, Colombie-Britannique Spectateurs : 5 018 Arbitrage : Mathieu Bourdeau | Swangard Stadium, Burnaby, Colombie-Britannique Spectateurs : 5 018 Arbitrage : Mathieu Bourdeau |

Retour
| 9 octobre 2010 | Rochester Rhinos         | 2 – 1 | Puerto Rico Islanders |                                                              |                                                              |
| 19:00 UTC-5    | Hoxie 39e · Hamilton 54e |       | 21e Rivera            | Marina Auto Stadium, Rochester, New York Spectateurs : 4 620 | Marina Auto Stadium, Rochester, New York Spectateurs : 4 620 |
| 19:00 UTC-5    | Rapport                  |       |                       | Marina Auto Stadium, Rochester, New York Spectateurs : 4 620 | Marina Auto Stadium, Rochester, New York Spectateurs : 4 620 |

| 9 octobre 2010 | Austin Aztex FC           | 2 – 3 | Impact de Montréal          |                                               |                                               |
| 19:30 UTC-5    | Griffin 43e · Johnson 57e |       | 4e 49e Gerba · 89e Sebrango | House Park, Austin, Texas Spectateurs : 2 872 | House Park, Austin, Texas Spectateurs : 2 872 |
| 19:30 UTC-5    | Rapport                   |       |                             | House Park, Austin, Texas Spectateurs : 2 872 | House Park, Austin, Texas Spectateurs : 2 872 |

| 9 octobre 2010 | Carolina RailHawks                                          | 4 – 0 | NSC Minnesota Stars |                                                                 |                                                                 |
| 19:00 UTC-5    | Paladini 64e · Gardner 72e · Lowery 84e · Kallman 88e (csc) |       |                     | WakeMed Soccer Park, Czry, Caroline du Nord Spectateurs : 2 556 | WakeMed Soccer Park, Czry, Caroline du Nord Spectateurs : 2 556 |
| 19:00 UTC-5    | Rapport                                                     |       |                     | WakeMed Soccer Park, Czry, Caroline du Nord Spectateurs : 2 556 | WakeMed Soccer Park, Czry, Caroline du Nord Spectateurs : 2 556 |

| 10 octobre 2010 | Portland Timbers | 1 – 0 | Vancouver Whitecaps FC |                                                   |                                                   |
| 18:00 UTC-8     | Marcelin 49e     |       |                        | Merlo Field, Portland, Oregon Spectateurs : 4 884 | Merlo Field, Portland, Oregon Spectateurs : 4 884 |
| 18:00 UTC-8     | Rapport          |       |                        | Merlo Field, Portland, Oregon Spectateurs : 4 884 | Merlo Field, Portland, Oregon Spectateurs : 4 884 |

##### Demi-finales
Aller
| 14 octobre 2010 | Puerto Rico Islanders | 0 – 0 | Vancouver Whitecaps FC |                                                                 |                                                                 |
| 20:05 UTC-5     |                       |       |                        | Bayamón Soccer Complex, Bayamón, Porto Rico Spectateurs : 2 831 | Bayamón Soccer Complex, Bayamón, Porto Rico Spectateurs : 2 831 |
| 20:05 UTC-5     | Rapport               |       |                        | Bayamón Soccer Complex, Bayamón, Porto Rico Spectateurs : 2 831 | Bayamón Soccer Complex, Bayamón, Porto Rico Spectateurs : 2 831 |

| 14 octobre 2010 | Impact de Montréal | 1 – 0 | Carolina RailHawks |                                                    |                                                    |
| 19:30 UTC-5     | Di Lorenzo 35e     |       |                    | Stade Saputo, Montréal, Québec Spectateurs : 7 502 | Stade Saputo, Montréal, Québec Spectateurs : 7 502 |
| 19:30 UTC-5     | Rapport            |       |                    | Stade Saputo, Montréal, Québec Spectateurs : 7 502 | Stade Saputo, Montréal, Québec Spectateurs : 7 502 |

Retour
| 17 octobre 2010 | Vancouver Whitecaps FC | 0 – 2 a. p. | Puerto Rico Islanders |                                                                     |                                                                     |
| 16:00 UTC-8     |                        |             | 113e 120e Addlery     | Swangard Stadium, Burnaby, Colombie-Britannique Spectateurs : 5 325 | Swangard Stadium, Burnaby, Colombie-Britannique Spectateurs : 5 325 |
| 16:00 UTC-8     | Rapport                |             |                       | Swangard Stadium, Burnaby, Colombie-Britannique Spectateurs : 5 325 | Swangard Stadium, Burnaby, Colombie-Britannique Spectateurs : 5 325 |

| 17 octobre 2010 | Carolina RailHawks        | 2 – 0 | Impact de Montréal |                                                                 |                                                                 |
| 17:00 UTC-6     | Rusin 73e · Heinemann 90e |       |                    | WakeMed Soccer Park, Cary, Caroline du Nord Spectateurs : 2 869 | WakeMed Soccer Park, Cary, Caroline du Nord Spectateurs : 2 869 |
| 17:00 UTC-6     | Rapport                   |       |                    | WakeMed Soccer Park, Cary, Caroline du Nord Spectateurs : 2 869 | WakeMed Soccer Park, Cary, Caroline du Nord Spectateurs : 2 869 |

##### Finale
Aller
| 24 octobre 2010 | Puerto Rico Islanders | 2 – 0 | Carolina RailHawks   |                                                                      |                                                                      |
| 7:05 UTC-5      |                       |       | 4e Gbandi · 20e Faña | Juan Ramón Loubriel Stadium, Bayamón, Porto Rico Spectateurs : 6 257 | Juan Ramón Loubriel Stadium, Bayamón, Porto Rico Spectateurs : 6 257 |
| 7:05 UTC-5      | Rapport               |       |                      | Juan Ramón Loubriel Stadium, Bayamón, Porto Rico Spectateurs : 6 257 | Juan Ramón Loubriel Stadium, Bayamón, Porto Rico Spectateurs : 6 257 |

Retour
| 30 octobre 2010 | Carolina RailHawks | 1 – 1 | Puerto Rico Islanders |                                                                 |                                                                 |
| 19:00 UTC-5     | Heinemann 10e      |       | 7e Gbandi             | WakeMed Soccer Park, Cary, Caroline du Nord Spectateurs : 5 074 | WakeMed Soccer Park, Cary, Caroline du Nord Spectateurs : 5 074 |
| 19:00 UTC-5     | Rapport            |       |                       | WakeMed Soccer Park, Cary, Caroline du Nord Spectateurs : 5 074 | WakeMed Soccer Park, Cary, Caroline du Nord Spectateurs : 5 074 |

| Vainqueur de l'USSF Division 2 Professional League Puerto Rico Islanders |

### Récompenses et distinctions

#### Récompenses individuelles
- Most Valuable Player (MVP) : Ryan Pore (Portland Timbers)
- Meilleur buteur : Ryan Pore (Portland Timbers)
- Défenseur de l'année : Greg Janicki (Vancouver Whitecaps)
- Gardien de l'année : Jay Nolly (Vancouver Whitecaps)
- Rookie de l'année : Maxwell Griffin (Austin Aztex)

#### Équipe-type
- Gardien : Jay Nolly (VAN)
- Défenseurs : Greg Janicki (VAN), Aaron Pitchkolan (ROC), Troy Roberts (ROC)
- Milieux de terrain : Ryan Pore (POR), Martin Nash (VAN), Jamie Watson (AUS), Paulo Araujo Jr. (MIA), Daniel Paladini (CAR)
- Attaquants : Eddie Johnson (AUS), Ali Gerba (MON)